# Ninurta-mukin-ahi
Ninurta-mukin-ahi, Inurta-mukin-ahi lub Ninurta-kenu-usur, Inurta-kenu-usur (w transliteracji z pisma klinowego zapisywane mdMAŠ-GIN-PAB, co w języku akadyjskim odczytywać można zarówno jako Ninurta-mukīn-aḫi i Inūrta-mukīn-aḫi, jak i Ninurta-kēnu-uṣur i Inūrta-kēnu-uṣur) – wysoki dostojnik, gubernator prowincji Niniwa za rządów asyryjskiego króla Adad-nirari III (810-783 p.n.e.); z asyryjskich list i kronik eponimów wiadomo, iż w 789 r. p.n.e. sprawował też urząd eponima (akad. limmu). Zgodnie z Asyryjską kroniką eponimów za jego eponimatu miała miejsce wyprawa wojenna przeciw Medii.